# Dick Teague
Richard Arthur Teague (26 de diciembre de 1923 - 5 de mayo de 1991) fue un diseñador industrial estadounidense, que ocupó cargos en los departamentos de diseño de automóviles de General Motors, Packard y Chrysler antes de convertirse en vicepresidente de diseño de American Motors Corporation (AMC). Diseñó varios prototipos y vehículos de producción notables, incluidos los modelos Pacer, Gremlin y Hornet de AMC, así como el Jeep Cherokee XJ, y también diseñó o participó en el diseño de automóviles posteriores para Chrysler, como el Jeep Grand Cherokee y el Chrysler Neon después de la compra de American Motors.

## Primeros años
La madre de Teague trabajó en la industria cinematográfica durante la era del cine mudo. A los cinco años de edad, Teague apareció en cinco episodios de Our Gang, interpretando el papel de Dixie Duval, una niña. Cuando tenía seis años, resultó gravemente herido en un accidente automovilístico cerca de Pasadena (California), que fue causado por un conductor borracho. Perdió varios dientes, sufrió una fractura de mandíbula, y su ojo derecho quedó dañado (dejándolo sin percepción de profundidad ni visión estereoscópica), mientras que su madre quedó inválida. Un año después, su padre murió en otro accidente automovilístico, también causado por un conductor ebrio.
Mientras asistía a la escuela primaria en Los Ángeles durante la década de 1930, Teague construyó modelos de aviones antes de pasar a los coches preparados hot rod, circunstancia en la que influyó que estre sus compañeros de escuela figurasen Ed Iskenderian (posteriormente corredor de dragsters) y Stuart Hilborn (con posterioridad también piloto), así como otros entusiastas de los automóviles. Participó en pruebas contrarreloj en un lago seco al noreste de Los Ángeles, y le gustaba decir que "tenía un poco de gasolina en la sangre".
Teague estuvo exento del servicio en las fuerzas armadas durante Segunda Guerra Mundial debido a su discapacidad visual. Después de graduarse en la Susan Miller Dorsey High School en 1942, trabajó como ilustrador técnico aeronáutico para Northrop Corporation. Su jefe, Paul Browne, fue un ex diseñador de General Motors que sugirió que Teague acudiese a las clases nocturnas en el Art Center College of Design.

## Primeros trabajos

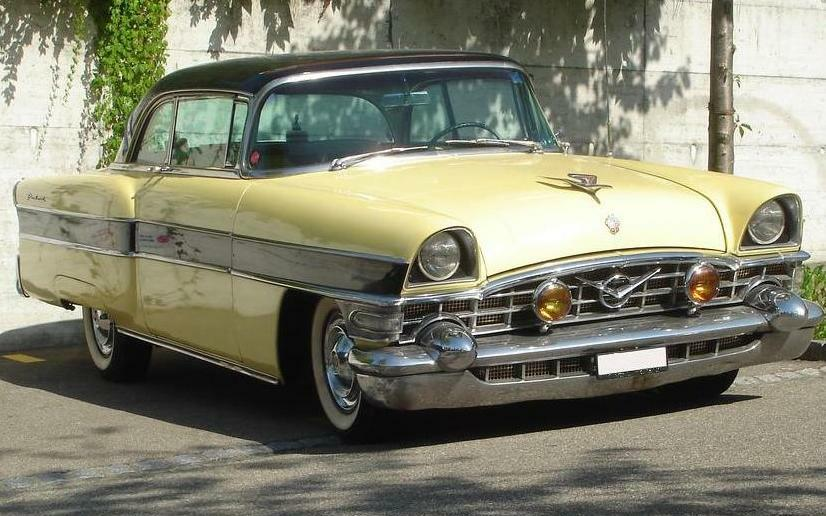
El último diseño de Teague para Packard, el Executive

Después de la Segunda Guerra Mundial, Teague remitó a Kaiser Motors el diseño de un automóvil económico anterior al Henry J.
En 1947 se unió a los estudios de diseño de General Motors encabezados por Edmund Anderson, comenzando de aprendiz y finalmente graduándose en el grupo de diseño avanzado de Cadillac. También trabajó en el Oldsmobile Rocket de 1950. La década de 1950 "vio la aparición de algunos de los vehículos más hermosos y extravagantes" y al jefe del departamento de diseño de General Motors le gustaban los cromados en los automóviles. Teague describió cómo se hicieron dos conjuntos de diseños superpuestos, para que Harley Earl pudiera elegir. Ambos juegos de molduras cromadas se habían colocado en un mismo prototipo de Oldsmobile por error. Earl lo vio y ordenó que se produjera de esa manera, aunque los estilistas estaban horrorizados.
Teague fue despedido de General Motors en 1952 y se unió a Packard Motor Car Company como estilista jefe, tras la renuncia de John Reinhart. Su primer trabajo allí fue un pequeño lavado de cara en la línea Packard para 1953, y cuando la gerencia de la compañía al mando de James J. Nance decidió relanzar la marca Clipper como una marca independiente, separada de Packard, fue Teague quien logró la distinción visual entre las dos gamas de vehículos. También diseñó varios Packard de exhibición, como el Balboa de 1953 (cuya ventana trasera inclinada hacia atrás con dosel y bajada para ventilación apareció más tarde en el Mercury Turnpike Cruiser de 1957, en el Lincoln Continental de 1958–1960 y en varios modelos de Mercury), el Packard Panther, de 1954 y contribuyó con William Schmidt al modelo Request de 1955, cuyo diseñador principal fue Dick Macadam.
La línea rediseñada de Packard para 1955 mostró el buen sentido de Teague para los detalles y su capacidad para producir cambios significativos basados en presupuestos limitados. Sin embargo, a la compañía no le estaba yendo bien después de la compra de Studebaker Corporation en 1954. El último diseño de Teague para Packard fue el Executive, presentado a mediados de 1956 y derivado del Clipper Custom, lanzado justo cuando las ventas de la línea de lujo de Packard colapsaron. Teague también diseñó el último coche de exhibición de Packard, el Predictor, además de una nueva línea de Packard y Clipper para 1957 que habría seguido las líneas generales del Predictor. El diseño nació muerto cuando las instalaciones de Packard en Detroit se cerraron por completo a mediados de 1956. Al carecer de fondos para lanzar modelos completamente nuevos, Studebaker-Packard Corporation tuvo que hacer uso de los diseños Studebaker económicos ya existentes. Trabajando con poco tiempo y dinero, los modelos provisionales de Packard basados en los Studebaker de 1957 se conocieron como "Packardbakers", convertidos en un recurso temporal para mantener la marca a flote hasta que la suerte de la empresa mejorara y se pudiera fabricar de nuevo un modelo "realmente" de Packard.
En 1957, todo el equipo de estilismo de Packard se había mudado a Chrysler, y Teague se convirtió en estilista jefe. Después de irse debido a conflictos de gestión, se fue a trabajar para una firma de diseño independiente dedicada a cometidos no automotrices.

## American Motors

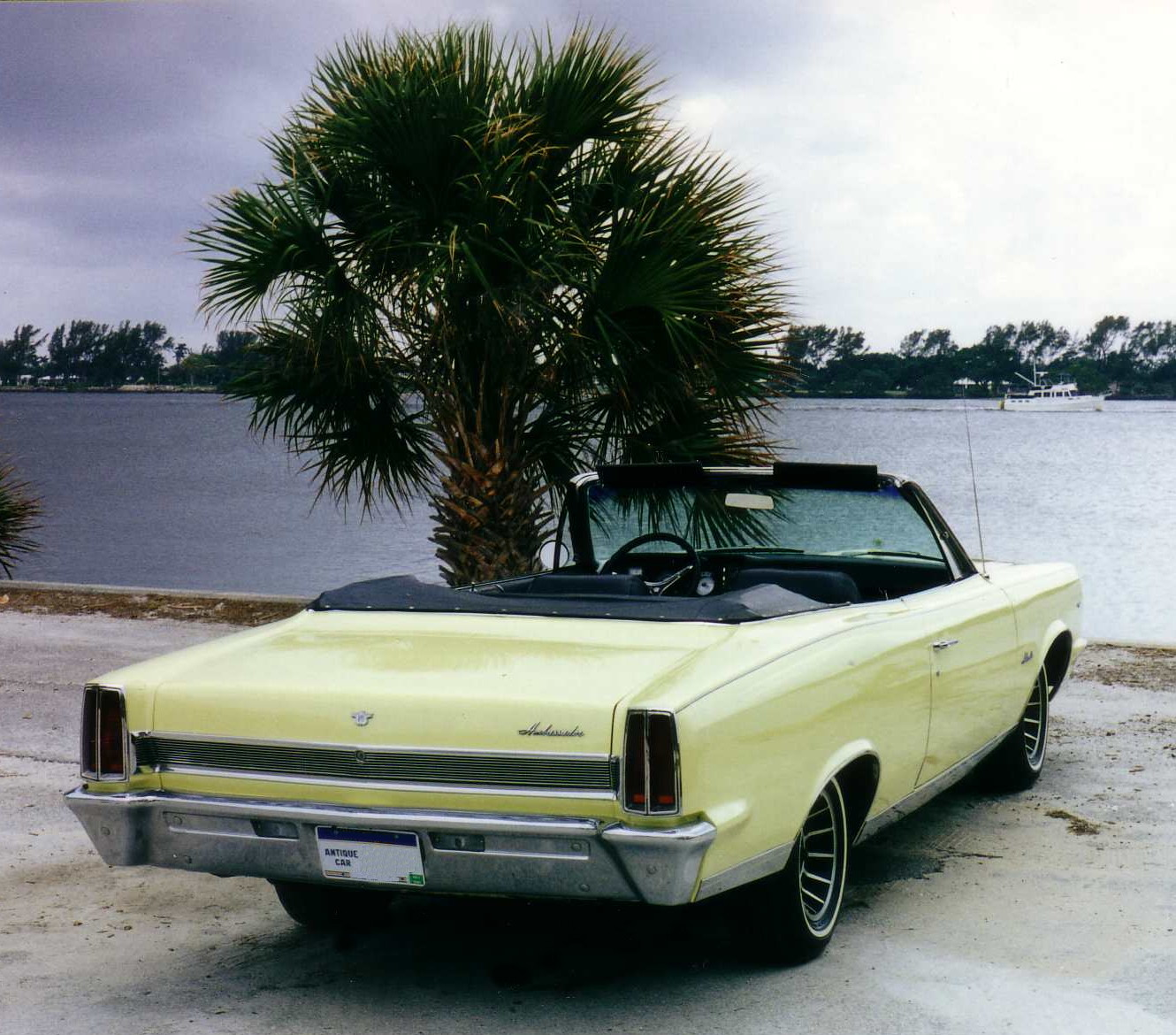
AMC Ambassador convertible de 1967

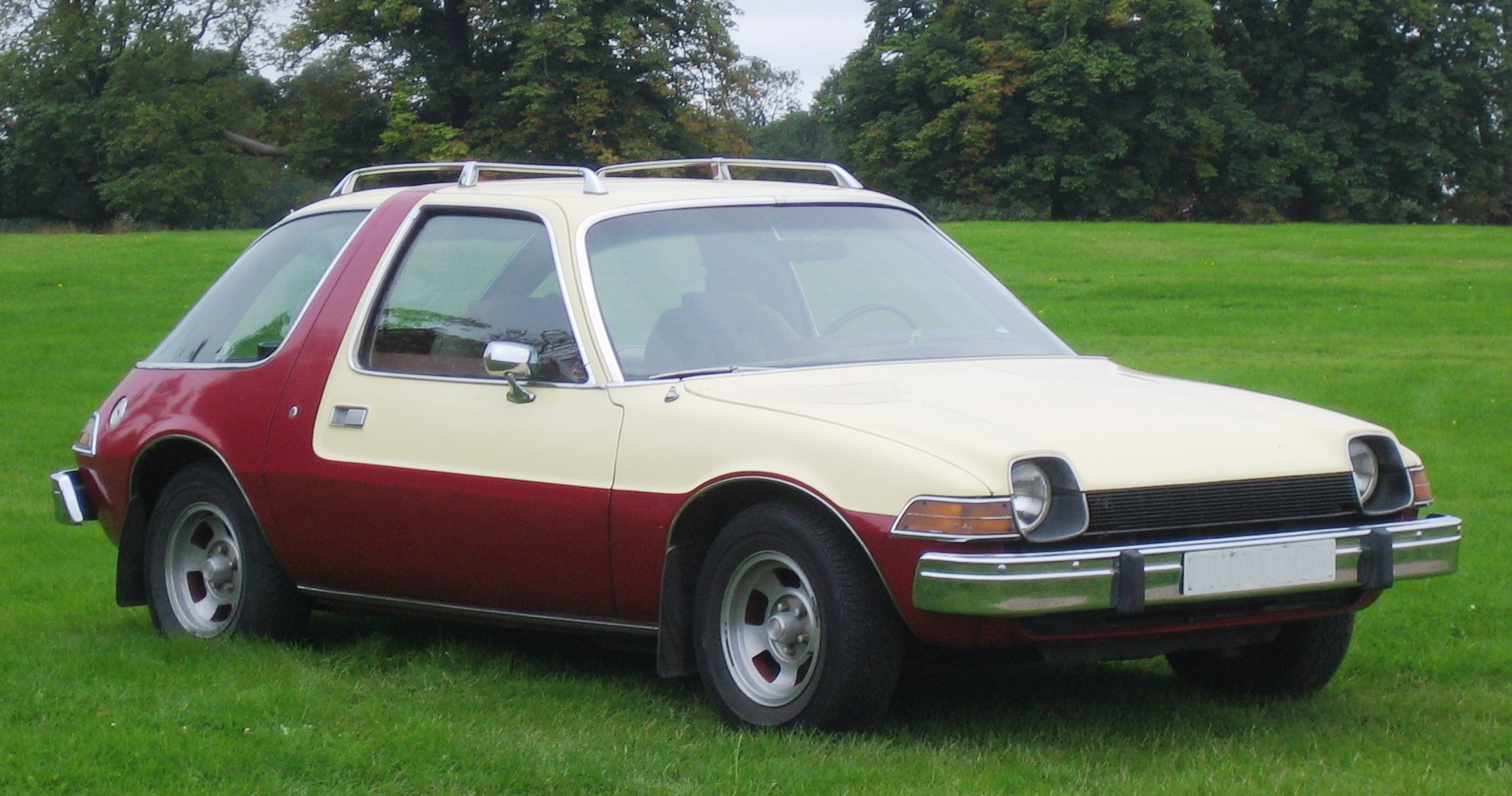
AMC Pacer de 1975

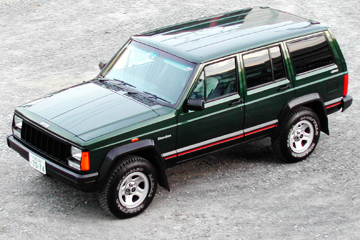
Uno de los diseños más conocidos de Teague, el Jeep Cherokee XJ de 1983

Teague se unió a American Motors Corporation (AMC) como miembro del equipo de diseño de Edmund E. Anderson en 1959 y se convirtió en diseñador principal cuando Anderson se fue en 1961. La primera asignación de Teague, según dijo al diseñador James W. (Jim) Alexander, fue rehacer el diseño frontal del Ambassador de 1961. Los primeros coches de AMC influidos por el estilo de Teague fueron el Rambler Classic de 1963 y el Ambassador, los primeros modelos completamente nuevos de AMC desde 1956. Con el ascenso de Teague a principios de la década de 1960, "el estilo de AMC comenzó a percibirse de una manera más positiva" dentro de la industria y la prensa automotriz.
Nombrado vicepresidente del fabricante de automóviles desde 1964 hasta que se jubiló de AMC en 1983, cuando se jubiló, bromeó diciendo que la única compañía automotriz de Detroit para la que no había trabajado era Ford.
Aunque trabajó con restricciones presupuestarias estrictas en AMC, Teague a veces se refería a sus tiempos allí como "Camelot". Al diseñar varios automóviles diferentes a partir de modelos existentes, hizo "relativos milagros" en comparación con las normas de gasto en esta industria. Con poco dinero para trabajar, reconfiguró los automóviles y las piezas existentes de nuevas maneras. Por ejemplo, incorporó las puertas de los automóviles de gran tamaño de AMC en su diseño para el nuevo compacto Rambler American de 1964, modelo que luego sirvió de base al Torino con rediseño de la casa Pininfarina.
El AMC Cavalier fue uno de los vehículos conceptuales del "Proyecto IV" a mediados de la década de 1960 que demostró técnicas avanzadas de paneles de carrocería intercambiables y de simetría de diseño. Los guardabarros delantero derecho y trasero izquierdo eran idénticos, así como los paneles de las puertas, el capó y la tapa del maletero, todos intercambiables. Las plataformas diseñadas por Teague presentaban numerosos revestimientos de puertas intercambiables, vidrios y otras piezas. Por ejemplo, los parachoques delantero y trasero del AMC Hornet de 1970 se fabricaron con el mismo estampado. Este talento de diseño produjo importantes ahorros de costos para la empresa.
El trabajo de Teague en el AMC Ambassador de 1967-1969 demostró que "podía hacer más con menos que la mayoría de los demás diseñadores de automóviles, generalmente porque tenía que hacerlo", gracias a "un diseño de líneas nítidas y angulosas" que contribuyeron a que el Ambassador lograse ventas récord. El modelo del año 1967 trajo un cambio aún mayor, en línea con el objetivo a largo plazo de Roy Abernethy de igualarse con los modelos los "Tres Grandes de Detroit" en casi todos los frentes, incluido un nuevo Ambassador que "emergió como uno de los «bellos desconocidos» de la década".
Después de un cambio en la gerencia de AMC, Teague trabajó para Roy D. Chapin, Jr., quien también era un entusiasta de los automóviles deportivos. Teague desarrolló modelos de producción en serie que transmitían "emoción", como el Javelin. Este diseño evolucionó a partir de dos prototipos AMX que formaban parte del "Proyecto IV" durante 1966. Otros altos ejecutivos, como Robert B. Evans, querían que el diseño del AMX de dos asientos de Teague fuera lanzado al mercado "muy rápidamente". Teague produjo un coche de exhibición que todavía no funcionaba a fines de 1965 y, dado que era un "enamorado de los coches de dos plazas, la producción del AMX de American Motors era su trabajo ideal", con el que podría atraer a un público más joven y orientado a coches con mejores prestaciones.
Durante la década de 1970, "solo un puñado de automóviles tenía personalidad real, y muchos de ellos procedían del productor más pequeño de EE. UU., American Motors" bajo la dirección de Teague.
Cuando el mercado del automóvil estaba cambiando hacia un mayor enfoque en la calidad y la eficiencia del combustible, Teague caracterizó el trabajo de su equipo de diseño en AMC como "aún queremos hacer automóviles con carisma; coches que se destaquen del resto... el futuro significa una mirada a los interiores amplios, lejos de los modelos claustrofóbicos".
Teague trabajó en el diseño del AMC Pacer de 1975, el primer automóvil con diseño de habitáculo adelantado. También fue el primer automóvil 'ancho y pequeño' que "dio a los conductores la impresión de que estaban conduciendo un gran automóvil estadounidense convencional". Su "estilo era diferente y atractivo de una manera poco convencional", incluyendo grandes superficies de vidrio. La línea de cintura baja del Pacer impedía que la ventanilla de la puerta lateral bajara completamente hasta perderse de vista, por lo que Teague diseñó los paneles interiores de las puertas con grandes refuerzos. Anatole Lapine, el diseñador de la carrocería del Porsche 928 se inspiró en el Pacer.
En 2012 recibió el reconocimiento del Salón de la Fama de AMC como la "Persona de American Motors": un ejecutivo o empleado de American Motors o una empresa subsidiaria que fue fundamental para el éxito de la empresa.

## Diseños

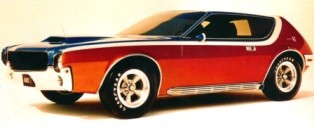
AMX-GT de exhibición (1968)

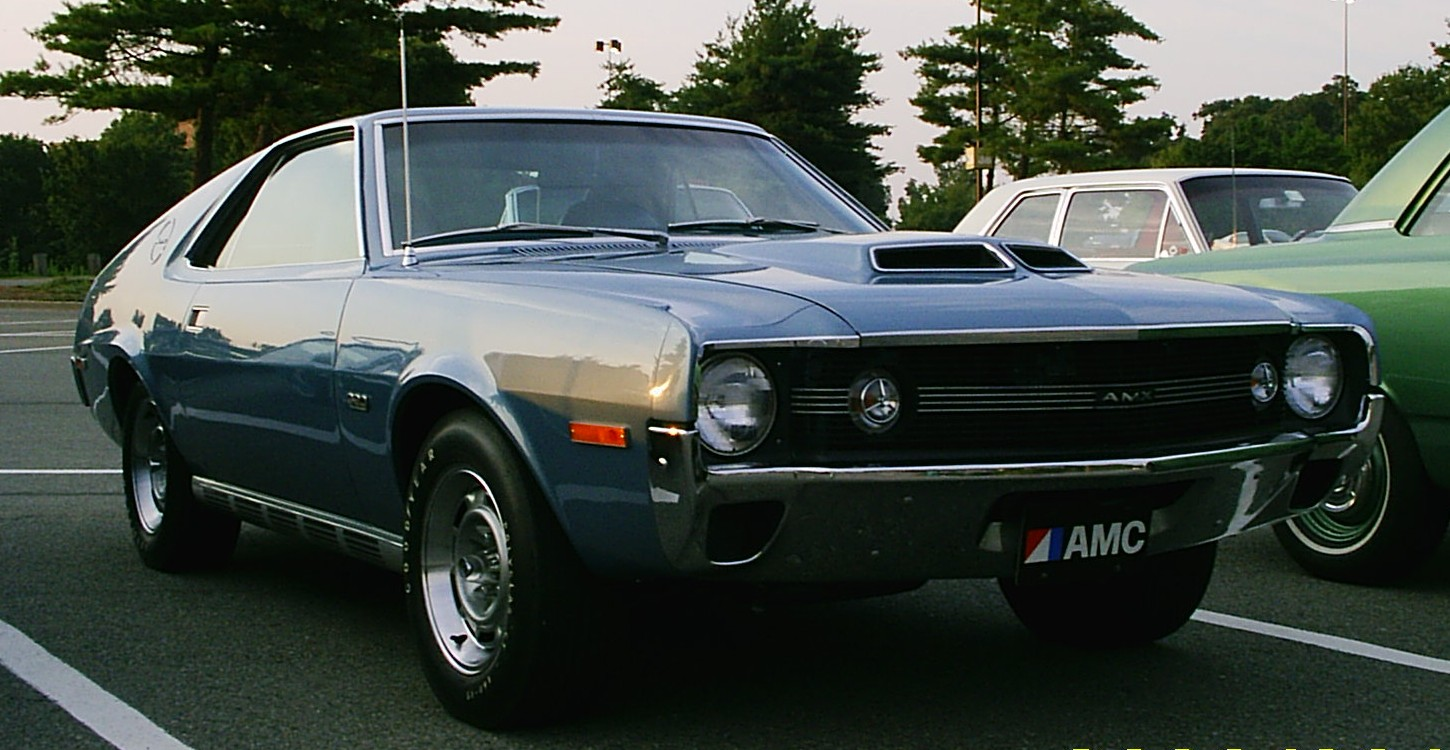
AMC AMX 390 de 1970 de frente azul, equipado con el "Go-Pack"

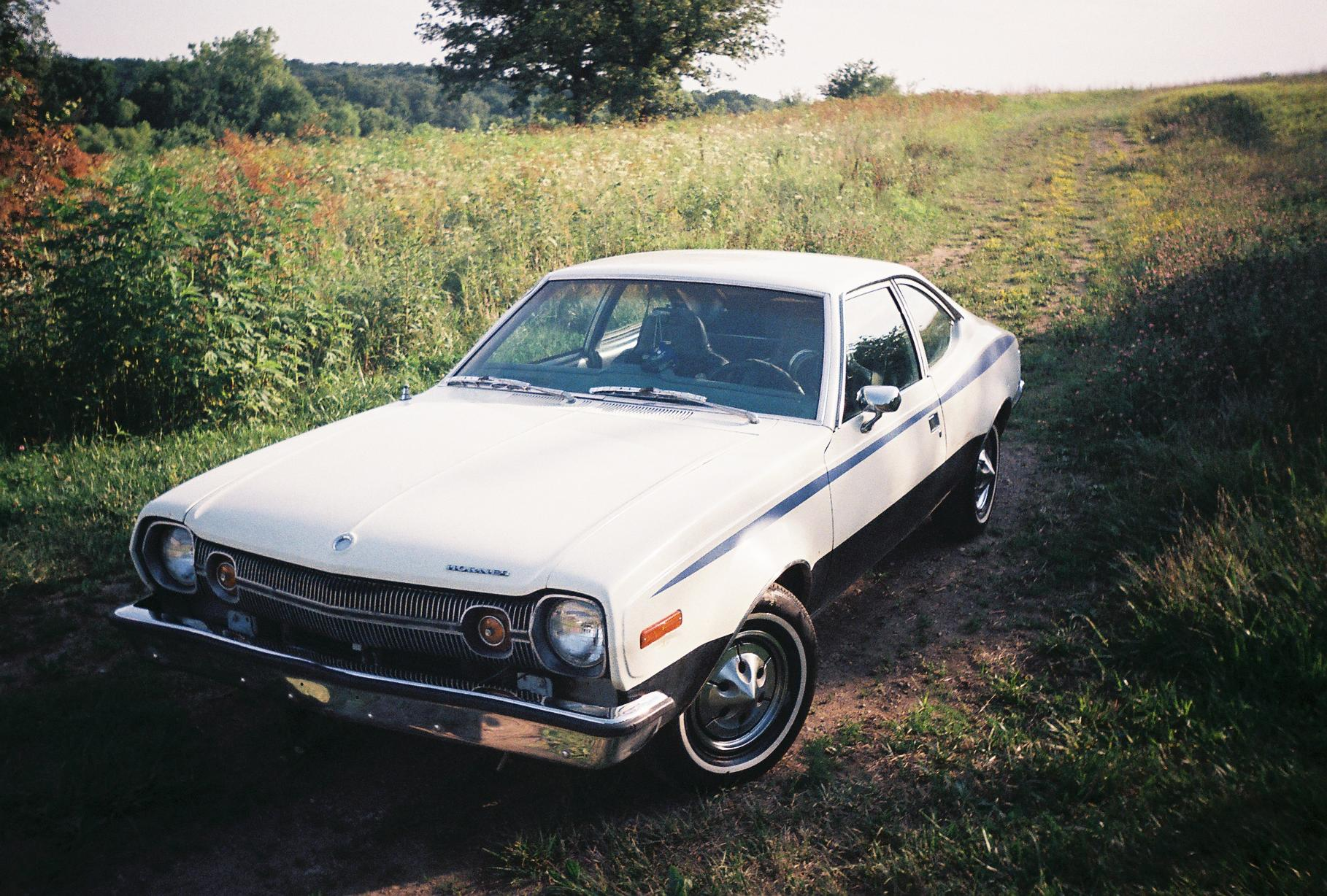
AMC/American Motors Hornet 2-puertas fastback (1973)

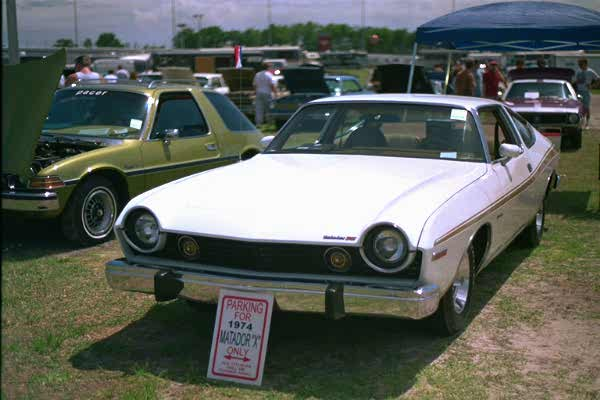
Matador X Cupé de 1974

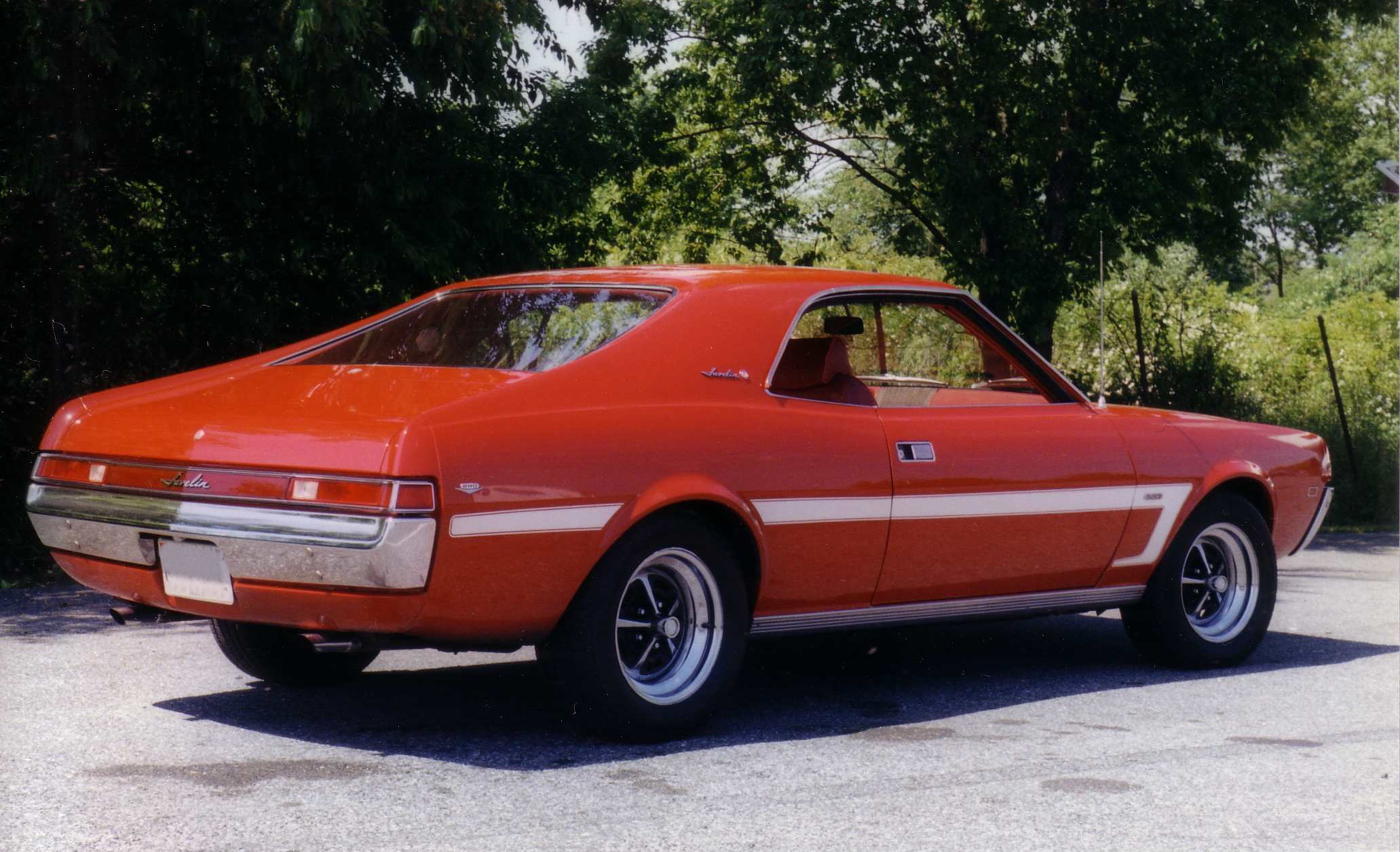
AMC Javelin SST de 1969

El historiador automovilístico británico Nick Georgano dedica un capítulo a Teague en el libro titulado "El arte del automóvil estadounidense: los estilistas más grandes y su trabajo" y describe a las personas cuyos talentos creativos marcaron la diferencia en la producción y los automóviles personalizados desde la década de 1930. Según los autores del libro Yesterday's Tomorrows: Past Visions of the American Future, Teague fue una de las personas que "ayudó a transportarnos al futuro", siendo señalado por Popular Mechanics como uno de los diseñadores de automóviles capaz de marcar tendencias en la década de 1960. Junto con Brooks Stevens, Teague presentó ideas sobre futuros automóviles y tecnologías de vehículos en el congreso de la SAE de 1963 en Detroit. Teague, "quien generalmente se consideraba así mismo como un poco inconformista", predijo un proceso evolutivo para los automóviles que resultó ser correcto, incluyendo las mejoras en los motores de gasolina convencionales, y pronosticó que los automóviles "tendrían una mayor variedad de estilos ahora que se podía moldear el vidrio y era posible dotarlos de una mejor suspensión". En contraste con Stevens, Teague creía que los automóviles de 1970 todavía se construirían para brindar transporte básico y no serían "una casa sobre ruedas" impulsada por una planta de energía avanzada "del tamaño de una panera".
A principios de la década de 1960, el equipo de estilismo de Teague comenzó a desarrollar un concepto completamente nuevo para AMC: un diseño deportivo fastback. Teague sabía que el fabricante de automóviles simplemente no estaba dispuesto a gastar los millones de dólares que se necesitaban en herramientas completamente nuevas, su equipo de diseño hizo un uso imaginativo de las herramientas existentes y creó derivados de productos existentes. Los resultados fueron propuestas para las cuales Teague seleccionó los nombres para ambos: el show car Tarpon y la producción Marlin. Aunque promocionó la versión más pequeña, Teague recordó que "Abernethy había decidido que en lugar de un 2+2 construiríamos un auto deportivo 3+3".
Teague fue el responsable del diseño de varios vehículos de AMC y Jeep. Desarrolló los modelos Gremlin, Pacer, Matador cupé, Rambler American, AMC Javelin y AMX Hornet, y posteriormente adaptó la plataforma compacta de AMC para los modelos Concord, Spirit y Eagle. También fue responsable de varios prototipos y presionó para impulsar la producción de varios vehículos, incluido el compacto Tarpon que finalmente condujo al gran Marlin. También hizo valer su influencia para continuar la producción de los AMX de dos asientos después de 1970.
El AMX GT de 1968 fue uno de los prototipos diseñados por Teague con algunos de sus elementos de diseño incorporados en los modelos de producción en serie. Para este cupé de batalla corta, diseñó una cola kammback truncada que luego se usó en el Gremlin de 1970. También diseñó la serie de coches de exhibición "Concept 80", construida sobre variaciones de las plataformas AMC existentes, como ideas para posibles modelos futuros.
Tal vez el mayor esfuerzo de Teague haya sido el "diseño hermoso" del AMX/3 de 1970, que AMC desarrolló con la ayuda en el chasis del ingeniero italiano de autos deportivos Giotto Bizzarrini y las pruebas en carretera y el desarrollo de BMW. Antes de que él y su equipo de diseñadores se decidieran por el diseño final, se hizo un modelo móvil de fibra de vidrio con los moldes tomados de la maqueta de arcilla final. El AMX/3 es uno de los coches más inusuales que salió de Detroit a fines de la década de 1960 y presenta componentes de origen internacional, una velocidad máxima de 160 mph (257,5 km/h) y, potencialmente, el De Tomaso Pantera como su competidor más cercano. Teague jugó un papel decisivo en llevar el automóvil a las cadenas de producción con un costo razonable, pero la aparición de las regulaciones de parachoques en EE. UU. y otros problemas habrían inflado su precio más allá de su viabilidad económica.
Teague fue el responsable del Jeep Cherokee (XJ) que se lanzó en los Estados Unidos en 1983. Describió la apariencia práctica y utilitaria del nuevo SUV: "No queríamos perder el sabor de los Jeeps más antiguos... Queríamos que pareciese algo que querrías llevar a un país accidentado". El diseño no cambió y se mantuvo en producción hasta 2001 y en China hasta 2005. El Cherokee XJ fue descrito por una revista automotriz en 2009 como "posiblemente la mejor forma de SUV" de todos los tiempos", y fue el último diseño de Teague que entró en producción. El periodista automotriz Robert Cumberford, escribiendo para la revista Automobile, calificó al Jeep XJ como uno de los 20 mejores coches de todos los tiempos por su diseño, y "posiblemente es la mejor forma de SUV de todos los tiempos, el modelo paradigmático al que han aspirado otros diseñadores desde entonces".
A partir de 1982, Teague trabajó en los primeros coches grandes vendidos por AMC desde 1978, como el sedán de tracción delantera con nombre en código X-58 para su presentación a finales de 1986, y un código que debutaría en la gama de modelos para 1988. Logró un interior espacioso con un diseño aerodinámico, y el modelo de dos puertas debía tener faros delanteros ocultos, pero el cupé nunca se fabricó. Giorgetto Giugiaro ideó el diseño exterior de bordes más definidos para el sedán de cuatro puertas, que entró en producción como Eagle Premier.

## Historiador y coleccionista

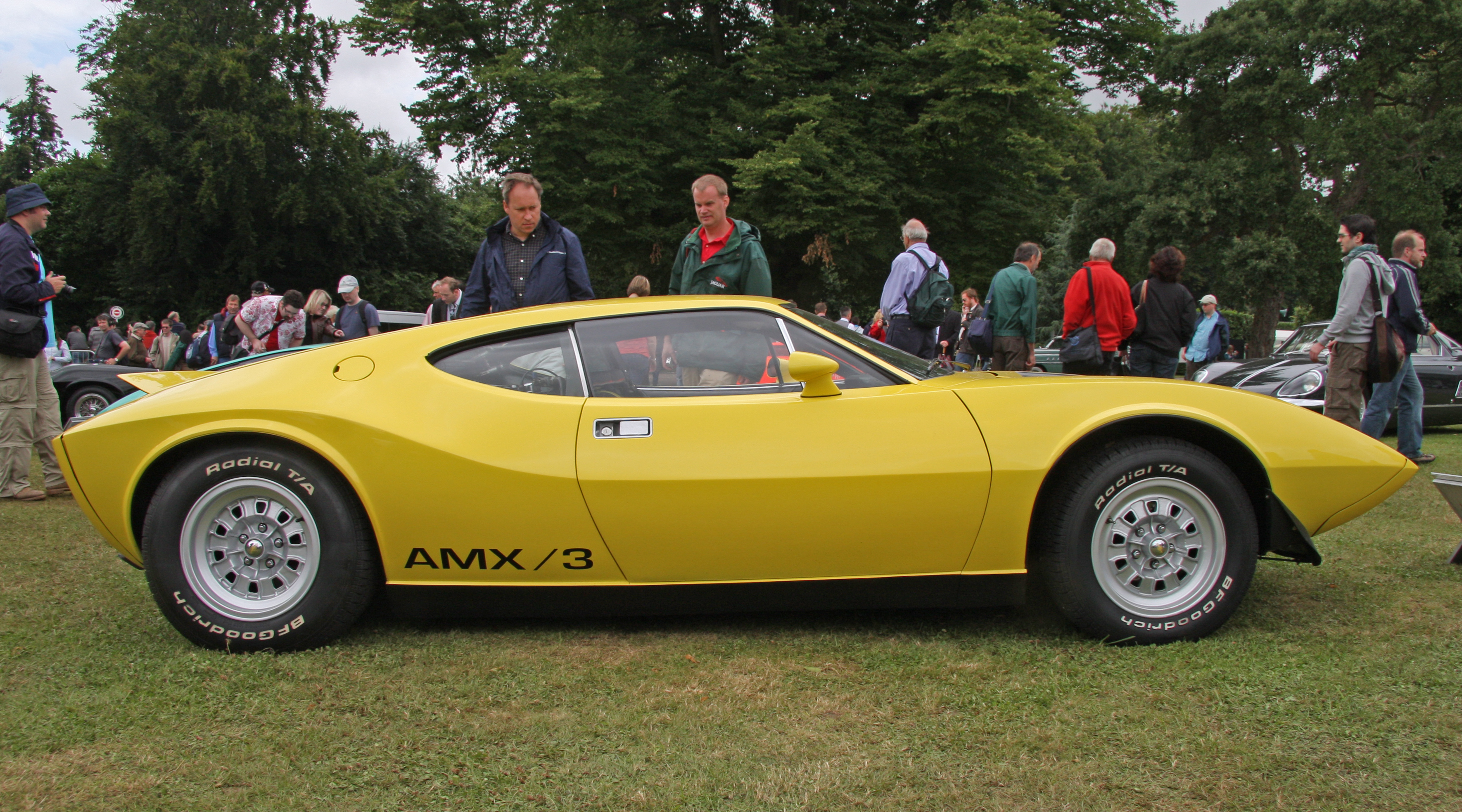
AMX/3 de 1970, un diseño con motor central

Teague fue un destacado historiador del automóvil y coleccionó vehículos clásicos y raros, así como otros recuerdos de automóviles. Restauraba coches viejos como un pasatiempo, incluido un Packard de 1904, uno de los primeros producidos, y ya habían pasado por sus manos 285 coches en 1970. También era un entusiasta de las 4 ruedas motrices antes de que AMC comprara Jeep, y poseía varios modelos de la Segunda Guerra Mundial. Al jubilarse, mencionó que había tenido unos "400 o 500" coches. Su colección incluía un raro AMX/3, que fue donado al Museo Automotivo de San Diego junto con la mayoría de sus escritos.

## Premios
- La revista Automotive Industries de Chilton nombró a Teague el "Hombre del año" de 1976 por sus diseños y trabajo en el AMC Pacer.[48] En los 12 años de historia del premio, esta fue la primera vez que un estilista automotriz recibió tal honor.[49]
- Teague fue honrado con el EyesOn Design de 1999, un "Premio a los logros de diseño de una vida", por su trabajo como diseñador de automóviles.[4][50][51]

## Familia
Teague se casó con su esposa Marian A. Rose (1927-) en 1950. Tuvo tres hijos: Richard B. ("Rick", 1953-2002), Jeff (1956-2016) y su hija Lisa (Scarpelli). Jeff Teague también fue diseñador industrial y fundó dos empresas de servicios de diseño de productos y automóviles: "Teague Design" y "JTDNA Design". Se citó a Jeff diciendo que "no es que añorase los vehículos de la época de su padre", sino que había esbozado versiones actualizadas de sus diseños, incluido el AMX/3.

## Muerte
Teague murió el 5 de mayo de 1991 tras sufrir una larga enfermedad.